# Millard Fillmore
Millard Fillmore (1800. január 7. – 1874. március 8.) az Amerikai Egyesült Államok 13. elnöke (1850-1853) és egyben a Whig Párt utolsó tagja, aki elnök lehetett. 
Pályafutását Zachary Taylor alelnökeként kezdte, majd Taylor halála után átvette az elnökséget. Fillmore ellenezte a javaslatot, hogy a Mexikói–amerikai háború alatt USA-hoz csatolt területeken rabszolgát tarthasson Dél, kompromisszum aláírását sürgette 1850-ben, melynek része volt többek között a Fugitive Slave Act (és a Bloodhound törvények is). A javaslatot a Kongresszus 1850. szeptember 18-án hagyta jóvá.
Szorgalmazta a gyarapodó gazdasági kapcsolatokat Japánnal, és összecsapott a franciákkal, mikor III. Napóleon betört Hawaii-ra.
Elnöksége után csatlakozott a nativista Semmittudók mozgalmához, a Polgárháború alatt Lincoln ellen állt ki és az Újjáépítés időszakától kezdve Andrew Johnson elnökségét támogatta. Ezek nyomán a 10 legnépszerűtlenebb amerikai elnök egyikeként tartják számon.
A Buffaloi Egyetem (University at Buffalo) egyik alapító tagja és segédkezett a város kórházának és Történeti Múzeumának létrehozásában is.

## Pályafutása

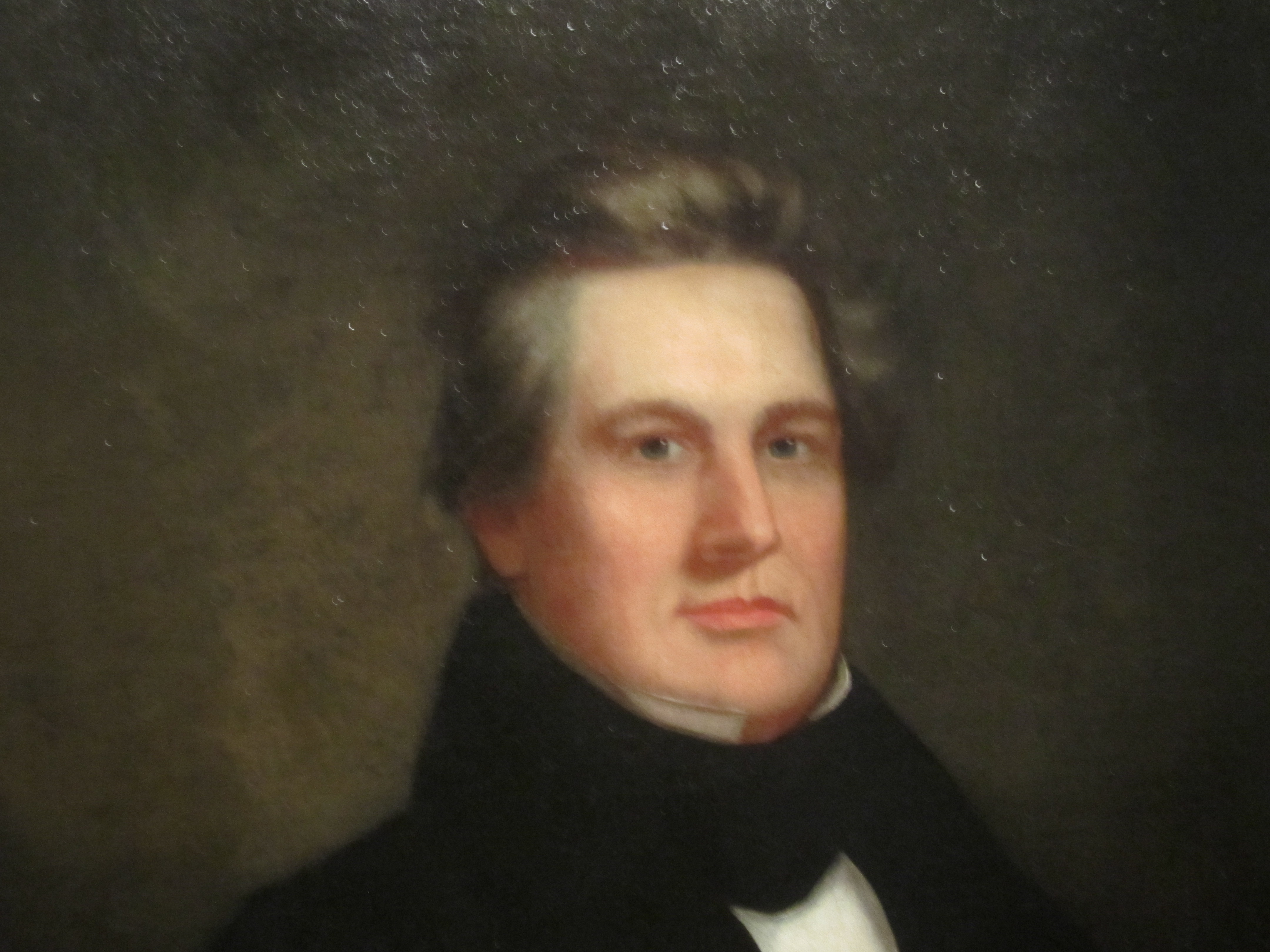
A fiatal Fillmore portréja

Fillmore kilenc testvérével együtt egy erdei faházban született a New York állambeli Finger Lakes közelében. Édesapja Nathaniel Fillmore, édesanyja Phoebe Millard. Élete nagyobb részét azonban East Aurorában, Buffalo déli részén töltötte. Bár családja skót presbiteriánus volt, maga unitárius nézeteket vallott. Apja 14 éves korában szabónak adta a Benjamin Hungerford mellé, ahonnan végül New Hope-ba szökött, hogy jogot tanulhasson.
A New Hope Akadémián töltött idő alatt beleszeretett Abigail Powers-be, akit 1826. február 5-én feleségül vett. Két gyermekük született Millard Powers Fillmore és Abigail Fillmore. Ügyvédbojtárkodása idejére Buffalóba költözött, ahol Asa Rice és Joseph Clary irodájában kapott munkát. Saját praxisát 1825-ben East Aurorában indította be, amihez 1834-ben egy közeli barátja Nathan K. Hall is társult, A Fillmore és Hall (majd két évvel később Fillmore, Hall és Haven) a keleti part egyik legnagyobb presztízsű ügyvédirodájává nőtte ki magát.
A mexikói-amerikai háború alatt a New York milícia tagja volt.

## Politika
1828 és 1831 között a new york-i nemzetgyűlés tagjává választották. Utolsó évében a törvényhozás elfogadott egy új csődtörvényt, mely megszüntette az adósok börtönét. Ezt több Demokrata is támogatta, de ő inkább kivárt és nem foglalt állást. Ez a feltűnéskerülés a későbbi politikai magatartásában is meghatározó lesz.
A 23. Kongresszusba Whig pártiként 1832-ben került be, követve mentorát Thurlow Weedet. 1836-ban újraválasztják és egészen 1843-ig tagja marad. A Kongresszuson belül többször is hangot adott annak, hogy ellenzi a déli rabszolgatartást (rendszerint támogatta John Quincy Adams rabszolga-ellenes petícióit), és az államok közötti rabszolga-kereskedelem betiltását, valamint a columbiai rabszolgák felszabadítását kérte a döntéshozataltól.
A kongresszusi képviselői bukása után nem volt közkedvelt személy a Whig Pártban sem, ennek ellenére 1844-ben New York állam kormányzói posztjára jelöltette magát. Bár a választásokat nem nyerte meg, végül állami számvevőként egy évig volt hivatalban.

## Elnökség 1850-1853

### Belpolitika

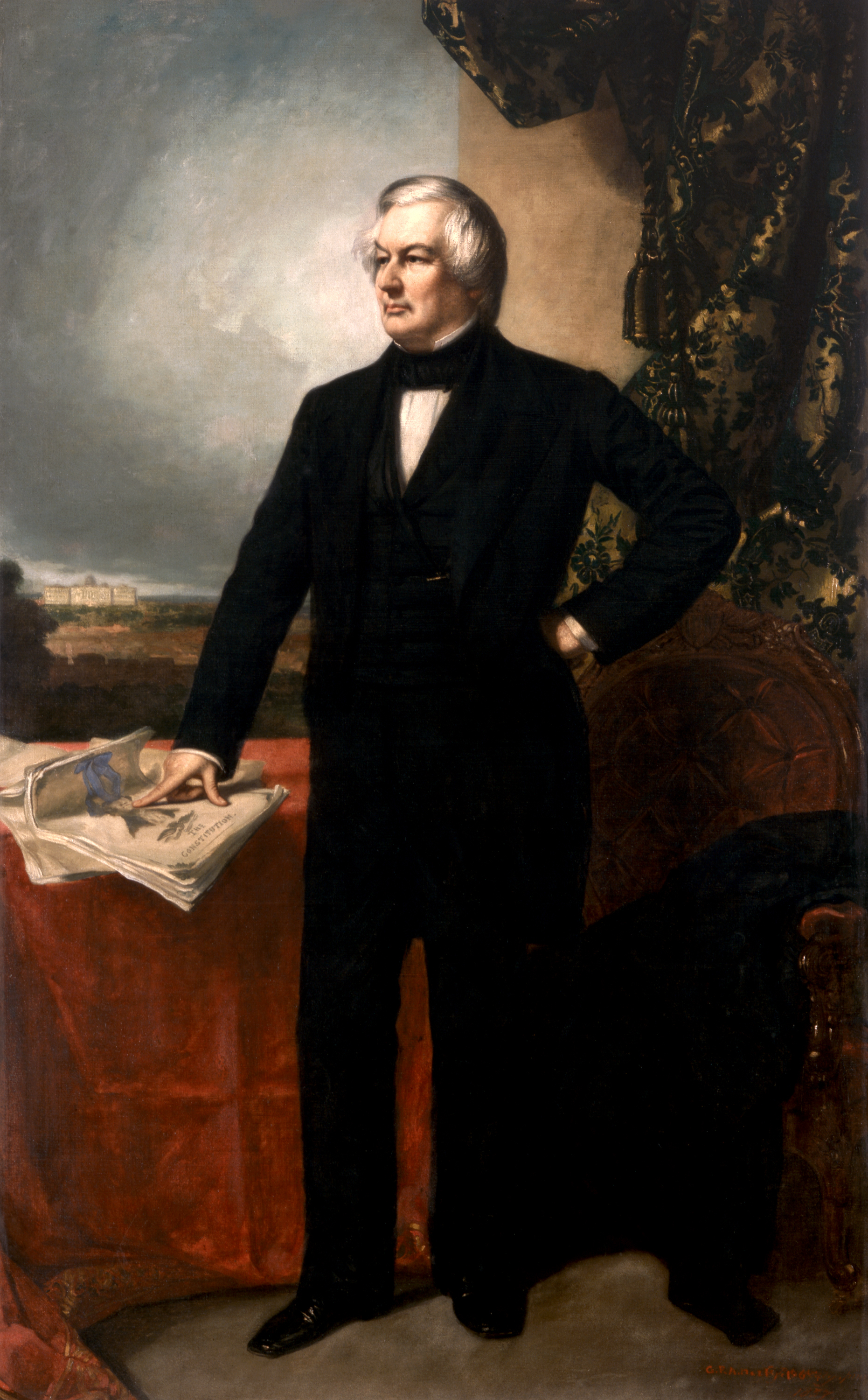
Hivatalos elnöki portréja

Taylor 1850. július 9-i váratlan halála után Fillmore lett az elnök. A hirtelen bekövetkező elnökváltás váratlan politikai változást is jelentett egyben. Fillmore-nak ugyanis más nézetei voltak, ami a rabszolgaságot illette. Taylor halála előtt Fillmore kijelentette, hogy a Szenátus elnökeként meg fogja szavazni az 1850-es kompromisszumot, kerül, amibe kerül. Az elnöki szék elfoglalásának pillanatában az egész hivatal benyújtotta felmondását. Ezt Fillmore el is fogadta, és olyan hivatalnokokat nevezett ki, akik lojálisak voltak mind hozzá, mind az általa preferált 1850-es kiegyezéshez. A Kongresszus ugyan (külső nyomásra) elfogadta az egyezményt, de a köz támogatását aligha élvezte.
1850. augusztus 6-án levélben kérte a Kongresszust, hogy ne támogassák Texas Új-Mexikó felé való követeléseit. Ennek megerősítésére 750 szövetségi csapatot mozgósított és irányított Új-Mexikóba.
Stephen A. Douglas (Illnois állambeli szenátusi tag, majd a Szenátus elnöke) egy öt pontból álló követelést fogalmazott meg a felsőháznak:
- Kalifornia elismerése mint önálló állam
- Texas eredeti határainak visszaállítása és az állam kárpótlása az elvesztett területek miatt
- Új-Mexikó területiségének garantálása
- A “Szökött rabszolga törvény” (Fugitive Slave Law) elfogadása, amely gyakorlatilag megtiltja az amerikai állampolgároknak, hogy szökevény rabszolgákon segítsenek.
- Columbia rabszolga-kereskedelmének, de nem a rabszolgatartásnak a megtiltása

Ezeket Fillmore elnökként elfogadta, annak ellenére, hogy a Whigek nem támogatták a döntéseket. Ez a párton belül szakadáshoz és választók tízezreinek elvesztéséhez vezetett. („Isten mentsen meg minket Whig alelnököktől.”)
Fillmore 1850-ben Brigham Young-ot jelölte Utah kormányzójának, aki hálája jeléül „Fillmore-nak” nevezte el a fővárost, a körülötte elterülő megyét („county”) pedig „Millardnak”.

### Külpolitika
Külpolitikai aktivitása elsősorban az ázsiai régióra korlátozódott, ezen belül is Japánra. Az amerikai hajózás egyre érdekeltebbé vált a Japán kikötők megnyitásában, hogy új vizekre juthassanak el (Délkelet-Ázsia és Kína). Ezért gyarapítani próbálta az ázsiai szigetországgal való kereskedelmet. Ezen kívül a britek támogatását próbálta elnyerni, hogy a kínai kikötők „előnyeiből is részesüljenek az amerikai hajók”. Fillmore Matthew C. Perry hajóskapitány segítségével elérte, hogy Japán bekapcsolódjon a nyugati kereskedelembe és felhagyjon az izolacionizmussal.
Bár Fillmore elsődlegesen az ázsiai kapcsolatokat szerette volna fellendíteni, Hawaii hűséges védelmezőjeként is fellépett. III. Napóleon tervét, hogy annektálja a Hawaii szigetcsoportot, Fillmore meghiúsította és visszavonulásra késztette az alábbiakat üzenve: „az Egyesült Államok sosem fog jóváhagyni hasonló akciót.”
Fillmore elnöksége alatt Kossuth Lajos az Egyesült Államokba érkezett. 1851. december 31-én az elnök fogadta Kossuthot, aki azt akarta elérni, hogy az amerikaiak támogassák Magyarországot, ismerjék el függetlenségét. Annak ellenére, hogy ezt a német bevándorlók és sok amerikai is támogatta volna, Fillmore visszautasította az amerikai külpolitika ilyen mértékű megváltoztatását, és úgy döntött, hogy országa továbbra sem fog beavatkozni az európai ügyekbe, hanem semleges marad.

### A Fillmore-Kabinet

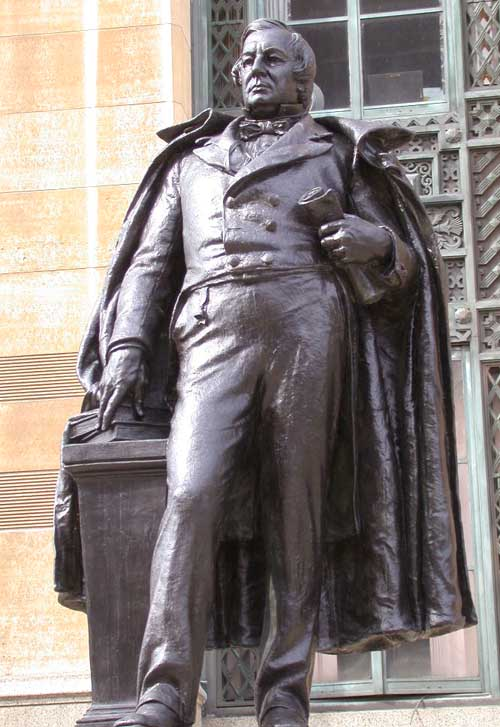
Fillmore szobra a buffaloi városháza előtt

| Hivatal                    | Név                                         | Időszak             |
| -------------------------- | ------------------------------------------- | ------------------- |
| Elnök                      | Millard Fillmore                            | 1850–1853           |
| Alelnök                    | Nincs                                       | 1850–1853           |
| Külügyminiszter            | Daniel Webster Edward Everett               | 1850–1852 1852–1853 |
| Pénzügyminiszter           | Thomas Corwin                               | 1850-1853           |
| Hadügyminiszter            | Charles M. Conrad                           | 1850–1853           |
| Fő Államügyész             | Reverdy Johnson John J. Crittenden          | 1850 1850–1853      |
| Postaügyi miniszter        | Nathan K. Hall Samuel D. Hubbard            | 1850–1852 1852–1853 |
| Haditengerészeti Miniszter | William A. Graham John P. Kennedy           | 1850–1852 1852–1853 |
| Belügyminiszter            | Thomas M.T. McKennan Alexander H. H. Stuart | 1850 1850–1853      |

### Legfelsőbb Bíróság
Fillmore Benjamin Robbins Curtis bírát javasolta 1851. szeptember 22-én a Legfelsőbb Bíróság tagjának, aki 1857 szeptemberéig maradt hivatalban.
Ezen kívül további négy szövetségi bírót jelölt, mindegyiket egy-egy Kerületi Bíróság (United States district courts) élére: John Glenn (1852-1853), Nathan K. Hall (1852-1874), Jr. Ogden Hoffmann (1851-1866), James McHall Jones (1850-1851).
Elnöksége alatt Kalifornia csatlakozott az Unióhoz.

## Utolsó évei

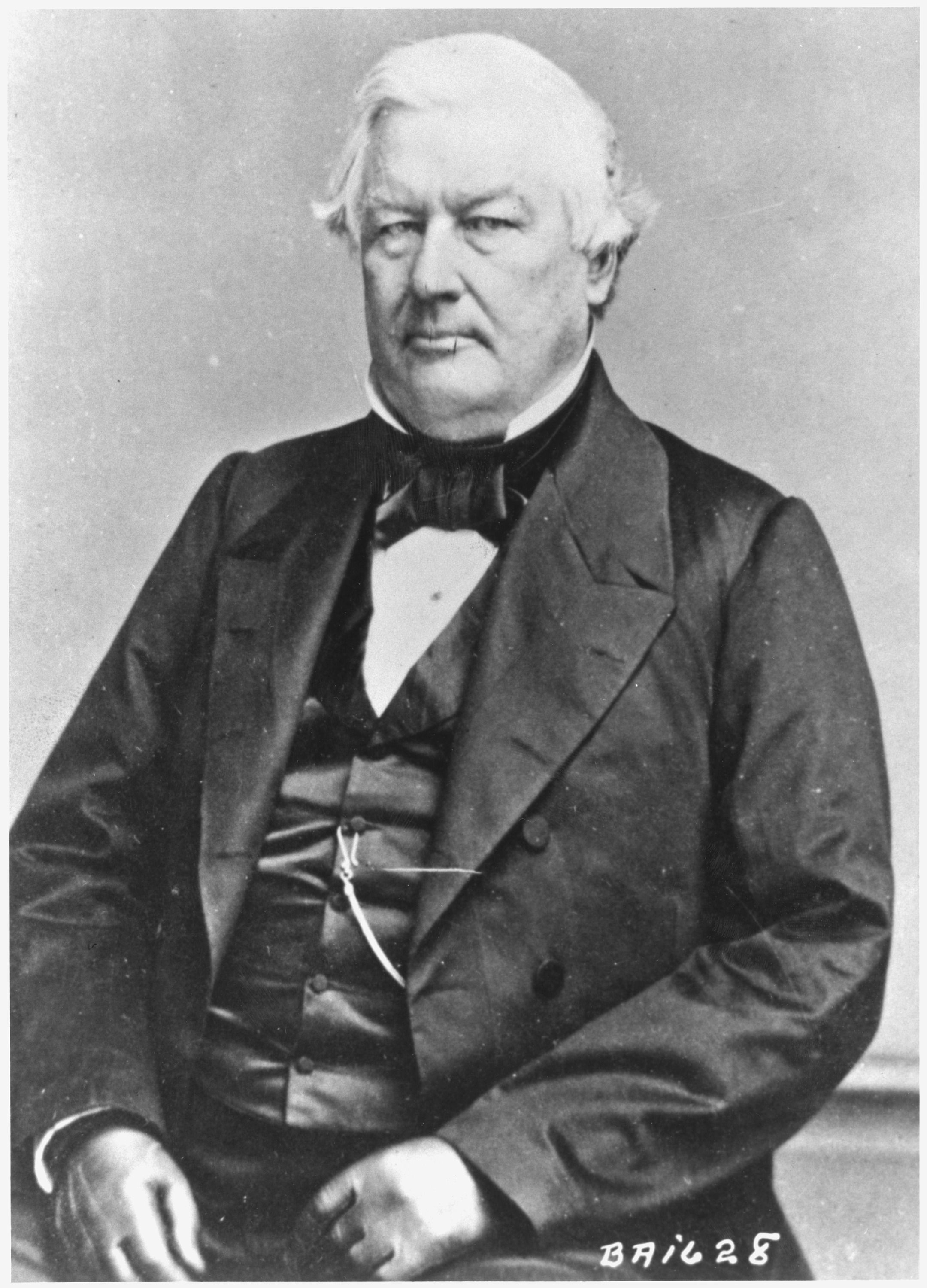
Millard Fillmore a Polgárháború idején

Fillmore egyike volt a Buffalói Orvosi Egyetem (University at Buffalo) alapítóinak, melyet 1846. május 11-én hoztak létre. Elnöksége után visszatért Buffalóba és az intézmény pénzügyeinek igazgatásával foglalkozott.
Lánya, Mary, halála után (1855) Európába utazott, ahol elnyerte az Oxfordi Egyetem jogi díszdoktori címét. Ezt azonban visszautasította, mert saját bevallása szerint „tudományosan nem bizonyította erre méltóságát”.
1856-ra Fillmore pártja, a whigek megszűntek létezni, ugyanis a rabszolgaság miatti viták elvesztették szavazóik többségét, főleg az 1854-es Kansas-Nebraska Act-nek köszönhetően. Fillmore nem kívánt – ellentétben több politikus társával, például Abraham Lincolnnal – a Republikánusokhoz csatlakozni. Ehelyett belépett az katolikus- és „bevándorlóellenes” Amerika Pártba, ami a Semmittudók politika mozgalma volt.
1856-ban a párt elnökjelöltjeként vágott neki a választásoknak, Andrew Jackson Donelson-nal, aki egyébként az elnök Andrew Jackson unokaöccse volt. Végül a harmadik helyet szerezték meg a leadott szavazatok 21,6%-ával.
1858. február 10-én, felesége halála után újranősült, elvette Caroline McIntosh-t, egy gazdag özvegyasszonyt, akivel Buffalóban folytatta életét.
Segédkezett a Buffalói Történeti Társaság (Buffalo Historical Society) megalapításában, 1862-től a Társaság elnöke volt.
A polgárháború alatt ellenezte Abraham Lincoln döntéseit, az Újjáépítés időszakában Johnson elnököt támogatta.
1874. március 8-án 11:10-kor stroke szövődményeibe halt bele. Utolsó szavai a felesége által készített levest méltatták: „a táplálék kellemes ízű”. Minden év január 7-én a Forest Lawn Temetőben megemlékezést tartanak sírjánál.

## Emlékezete
Fillmore-ról elnevezett helyek:
- Fillmore, New York
- Fillmore Glen State Part, New York
- Fillmore megye, Minnesota
- Millard Fillmore Elementary School, Moravia NY
- Fillmore megye, Nebraska
- Millard megye, Utah
- Fillmore Aveneu, Brooklyn, New York
- Fillmore Aveneu, El Paso, Texas

## Fordítás
- Ez a szócikk részben vagy egészben a Milliard Fillmore című angol Wikipédia-szócikk ezen változatának fordításán alapul.  Az eredeti cikk szerkesztőit annak laptörténete sorolja fel. Ez a jelzés csupán a megfogalmazás eredetét és a szerzői jogokat jelzi, nem szolgál a cikkben szereplő információk forrásmegjelöléseként.